# Ciriaco Baronda
Ciriaco Baronda  (sinh ngày 3 tháng 4 năm 1934) là một vận động viên người Philippines. Ông đã tham gia thi đấu môn nhảy cao nam tại Olympic Mùa hè 1956.